# 徳島県道219号古川長原港線
徳島県道219号古川長原港線（とくしまけんどう219ごう ふるかわながはらこうせん）は、徳島県徳島市から板野郡松茂町に至る一般県道である。

## 概要
徳島市応神町古川から板野郡松茂町豊久に至る。路線名に長原港を含むが、これは長原渡船の北岸側にあたり、終点は粟津港の南岸に近い工業団地の真ん中という位置にある。

### 路線データ
- 起点：徳島市応神町古川（徳島県道39号徳島鳴門線・徳島県道137号土成徳島線交点）
- 終点：板野郡松茂町豊久
- 総延長：10.697 km（うち重用区間2.62 km、水上区間0.407 km）[1]

## 歴史
- 1959年（昭和34年）1月31日 - 徳島県道79号古川長原港線として認定。
- 1972年（昭和47年）3月10日 - 現在の徳島県道219号として再認定。

## 路線状況
徳島空港の下を通る。徳島県道では唯一、徳島市川内町から板野郡松茂町長原まで今切川を越える水上区間がある。その間は長原渡船で連絡されている。

### 重複区間
- 徳島県道401号鳴門徳島自転車道線（徳島市川内町・吉野川大橋北詰交差点 - 徳島市川内町）
- 徳島県道29号徳島環状線（徳島市川内町・吉野川大橋北詰交差点 - 徳島市川内町）
- 徳島県道221号富吉久木線（徳島市川内町）
- 徳島県道401号鳴門徳島自転車道線（板野郡松茂町豊岡 - 板野郡松茂町豊久）

## 地理

### 通過する自治体
- 徳島県
  - 徳島市 - 板野郡松茂町

### 交差する道路
| 交差する道路                                                                                            | 市町村名 | 市町村名 | 交差する場所 | 交差する場所         |
| --- | -------- | -------- | ------------ | -------------------- |
| 徳島県道39号徳島鳴門線 徳島県道137号土成徳島線                                                          | 徳島市   | 徳島市   | 応神町古川   | 起点                 |
| 徳島県道220号川内大代線                                                                                 | 徳島市   | 徳島市   | 川内町       |                      |
| 国道11号 国道28号 重複 徳島県道29号徳島環状線 重複区間起点 徳島県道401号鳴門徳島自転車道線 重複区間起点 | 徳島市   | 徳島市   | 川内町       | 吉野川大橋北詰交差点 |
| 徳島県道401号鳴門徳島自転車道線 重複区間終点                                                            | 徳島市   | 徳島市   | 川内町       |                      |
| 徳島県道221号富吉久木線 重複区間起点                                                                    | 徳島市   | 徳島市   | 川内町       |                      |
| 徳島県道29号徳島環状線 重複区間終点 徳島県道221号富吉久木線 重複区間終点                                | 徳島市   | 徳島市   | 川内町       |                      |
| 徳島県道29号徳島環状線 / バイパス                                                                       | 徳島市   | 徳島市   | 川内町       |                      |
| 水上区間                                                                                                |          |          |              |                      |
| 徳島県道401号鳴門徳島自転車道線 重複区間起点                                                            | 板野郡   | 松茂町   | 豊岡         |                      |
| 徳島県道401号鳴門徳島自転車道線 重複区間終点                                                            | 板野郡   | 松茂町   | 豊久         |                      |
| 徳島県道40号徳島空港線                                                                                  | 板野郡   | 松茂町   | 豊久         | [ 注釈 1 ]           |

### 沿線
- 吉野川
- ジャストシステム徳島本社
- 今切川
- 徳島市川内南小学校
- 月見ヶ丘海水浴場
- 松茂町立長原小学校
- 徳島空港